# باسم خندقجي
باسم خندقجي، كاتب وأسير فلسطيني من مواليد 1983. درس في جامعة النجاح الوطنية في قسم الصحافة والإعلام. اعتُقِل من قبل قوات الاحتلال الإسرائيلية في 2 تشرين الثاني/ نوفمبر 2004، وحكم عليه بالسجن مدى الحياة. له عدة روايات ودواوين شعر كتبها من داخل سجون الاحتلال وآخر رواياته «خسوف بدر الدين» الصادرة في كانون الأول/ ديسمبر 2018. ترجمت بعض أعماله إلى اللغة الفرنسية. وحصل على الجائزة العالمية للرواية العربية البوكر عام 2024 عن روايته «قناع بلون السماء».

## حياته الشخصية
ولد باسم محمد صالح أديب خندقجي في تاريخ 22 ديسمبر/ كانون الأول 1983 ودرس في مدارس محافظة نابلس. حيث التحق بعدها بجامعة النجاح الوطنية للدراسة في قسم الصحافة والإعلام. عاصر جنون وقسوة الاحتلال الإسرائيلي خلال الانتفاضة الأولى. وأثّرت هذه الأحداث على توجهاته السياسية والتحق بصفوف حزب الشعب الفلسطيني الشيوعي سابقًا وكان عمره آنذاك 15 عامًا. وكان من النشيطين هو ومجموعة من رفاقه في داخل المدرسة. اعتُقِل باسم في 2 تشرين الثاني/ نوفمبر 2004 عندما كان في سنته الجامعية الأخيرة على يد قوات الاحتلال بعد عملية سوق الكرمل، والتي أدّت إلى مقتل 3 إسرائيليين وجرح أكثر من 50 إسرائيليًا، رغم أن باسم لم يقم بأيّ نشاط عسكري خلال العملية. حُكِم عليه في 7 تموز/ يونيو 2005 بثلاثة مؤبّدات وفي شهادة الصليب الأحمر الدولي أنه محكوم مدى الحياة. بالإضافة إلى اتهامه بالمشاركة في «عملية سوق الكرمل» طالبته السلطات الإسرائيلية بتعويض عائلات قتلى العملية بمبلغ 11.6 مليون دولار. الأسير باسم يقضي محكوميته حاليًا في سجن «هيداريم».

## سيرته المهنية
بدأ باسم رحلة الكتابة داخل السجن من خلال كتابته (مسودات عاشق وطن) وهي عبارة عن 10 مقالات تحكي عن الهم الفلسطيني (وهكذا تحتضر الإنسانية) وهي عبارة عن تجربة الأسير الفلسطيني داخل السجون وهمه اليومي. وأيضا من كتابته ديوان شعر بعنوان (طرق على جدران المكان) و (شبق الورد أكليل العدم) وأيضاً دراسة عن المرأة الفلسطينية وكتاب (أنا الإنسان نداء من الغربة الحديدية) وكتب روايات: «مسك الكفاية: سيرة سيدة الظلال الحرة»، و«نرجس العزلة» التي قام بإطلاقها في ملتقى فلسطين الأول للرواية العربية عام 2017  في رام الله برعاية وزير الثقافة إيهاب بسيسو. وقامت والدة خندقجي وشقيقه بتوقيع الرواية للحضور بدلاً من الأسير باسم.
وروايته «خسوف بدر الدين» الصادرة في كانون الأول/ديسمبر 2018 هي رواية تاريخية تتحدّث عن البطل الصوفي بدر الدين في رحلة تمرّده، فيجعله علاّمة وقطباً من أقطاب الصوفية في عصره، يطاوعه «النور» ويمكّنه من استكشاف الآتي  مُتحدّياً الفساد ووعَّاظ السلاطين، مثيراً بذلك أكثر من سؤال: ما فائدة العلم بلا كرامة؟ رافضاً التذلّل للسلطة ولعب دور الببغاء.
لقد استطاع باسم أن يحوِّل من سجنه إلى غرفة عمليات ثقافية يُدير منها كل مشاريعه الفكرية والأدبية من خلال نشر كتبه وإعداد حفلات التوقيع لها، والإشراف على «صندوق الأسير باسم خندقجي لدعم أدب الأسرى»، الذي أسّسه، لدعم إبداعات الأسرى داخل السجون وحفظها، وقد تبنّاها شقيقه، وذلك من خلال «المكتبة الشعبية ناشرون» في نابلس.
تجربة باسم خندقجي في أدب السجون تجربة مختلفة ومُلفته للنّظر؛ فهو يقبع في السّجن منذ 02 تشرين الأوّل/نوفمبر عام 2004 ولا يكتب عن تجربته فيه، وهو بذلك يختلف عن سجناء كُثُر كتبوا عن عالم السّجن وتجربتهم فيه، وتكاد أعمالهم تقتصر على تجربتهم ومحيطها، أمثال علي الخليلي الذي كان من أوائل من كتبوا عن أدب السجون في سبعينات القرن الماضي وكتابه «المفاتيح تدور في الأقفال»، وأيضا فيصل حوراني وكتابه «المحاصرون» بينما نجد باسم حداثيًا قد خرج عن المألوف في رواية أدب السجون، فالأدب برأيه يُعمّر أكثر من السياسة وتحفظه الأجيال وتتناقله بينما السياسة تموت على الغالب مع صاحبها، وتبقى كلمات أسرانا وكتاباتهم أبديّة.
في أبريل 2024، حصل على الجائزة العالمية للرواية العربية البوكر عام 2024 عن روايته «قناع بلون السماء» الصادرة عن دار الأداب سنة 2022. وقد قال عنها رئيس لجنة التحكيم "روايةٌ تغامر في تجريب صيغ سردية جديدة للثلاثية الكبرى: وعي الذات، وعي الآخر، وعي العالم، حيث يرمح التخييل مفككاً الواقع المعقد المرير، والتشظي الأسري والتهجير والإبادة والعنصرية. كما اشتبكت فيها، وازدهت، جدائل التاريخ والأسطورة والحاضر والعصر، وتوقّد فيها النبض الإنساني، كما توقدت فيها صبوات الحرية والتحرر من كل ما يشوه البشر، أفراداً ومجتمعات...".

«قناع بلون السماء»الرواية الحائزة على جائزة البوكر 2024

## أعماله الأدبية

### دواوين شعر
- ديوان طقوس المرّة الأولى في عام 2009
- ديوان أنفاس قصيدة ليلية في عام 2013

### روايات
- رواية مسك الكفاية: سيرة سيدة الظلال الحرة صدرت في عام 2014 عن الدار العربية للعلوم ناشرون
- رواية نرجس العزلة صدرت في عام 2017 عن المكتبة الشعبية، نابلس
- رواية خسوف بدر الدين صدرت في عام 2018 عن دار الآداب
- رواية قناع بلون السماء صدرت في عام 2023 عن دار الآداب.

## دراسات ومقالات
1. أدب الحركة الأسيرة، باسم خندقجي نموذجًا بقلم حسن عبادي مداخلة في افتتاح معرض الكتاب الأوّل في نابلس يوم الأحد 03/11/2019.
2. مساءلة الذات ومواجهتها في رواية «نرجس العزلة» لباسم خندقجي بقلم فراس حج محمد على موقع ديوان العرب.
3- "قناع بلون السماء".. .رواية فلسطينية تسقط كل الأقنعة بقلم أوس أبوعطا على صحيفة العرب اللندنية يوم الخميس 9/5/2024.

## الجوائز
- حصل على الجائزة العالمية للرواية العربية البوكر الدورة 17 لعام 2024 عن روايته «قناع بلون السماء» الصادرة عن دار الآداب سنة 2022.[8][10]